# René Cassin
René Samuel Cassin (Baiona, 5 de outubro de 1887 — Paris, 20 de fevereiro de 1976) foi um jurista francês. Filho de um comerciante francês judeu, serviu como soldado na Primeira Guerra Mundial e, mais tarde passou a formar a Union Fédérale, uma veterana organização esquerdista, pacifista. Recebeu o Prêmio Nobel da Paz em 1968 por seu trabalho na elaboração da Declaração Universal dos Direitos Humanos, adotada pela Assembleia Geral das Nações Unidas em 10 de dezembro de 1948. Nesse mesmo ano, ele também foi premiado com um dos próprios prêmios de Direitos Humanos da ONU. René Cassin fundou o Instituto Francês de Ciências Administrativas (IFSA) que foi reconhecido como associação de utilidade pública.

## Vida e obra
Foi laureado com o Nobel da Paz em 1968, presidente do Tribunal Europeu dos Direitos Humanos entre 1965 e 1968.
René Cassin foi o principal autor da Declaração Universal dos Direitos do Homem, proclamada em 1948 na Assembleia Geral das Nações Unidas.
Humanista desde muito novo, René Cassin licencia-se em Estudos Humanísticos e Direito na Universidade de Aix-en-Provence e Université Lille Nord de France. Em 1914 obteve um doutorado em Ciências Jurídicas, Económicas e Políticas. Participa na Grande Guerra, onde é gravemente ferido.
Advogado e professor, Cassin lecionou Direito Fiscal e Civil na Universidade de Paris, até 1960. Como professor promoveu o ensino e o direito pela Europa, África e Médio Oriente e Extremo Oriente, presidindo diversas organizações.
Aos 81 anos, em 1968, René Cassin recebe o Nobel da Paz.

## Publicações
- « L'accord Churchill-de Gaulle », Revue de la France libre, no 29,‎ juin 1950
- « Rauzan (Pierre Denis) », Revue de la France libre, no 46,‎ mars 1952
- « Comment furent signés les accords Churchill - de Gaulle du 7 août 1940 », Revue de la France libre, no 154,‎ janvier-février 1965
- Os papéis pessoais de René Cassin são mantidos no Arquivo Nacional, site siv.archives-nationales.culture.gouv.fr, sob o código 382AP